# Кащеєв Георгій Юхимович
Гео́ргій Юхи́мович Каще́єв (1890 , Ганнівка, Коробчанська волость, Зміївський повіт, Харківська губернія, Російська імперія  — 7 січня 1939 , Київ, Київська область, Українська РСР, СРСР ) — український військовий та державний діяч. Депутат Верховної Ради УРСР 1-го скликання (1938–1939).

## Біографія
Народився 1890 року в бідній селянській родині в селі Ганнівка Харківської губернії, тепер село Леб'яже, Чугуївський район, Харківська область, Україна. Рано втратив батька, працювати почав з восьми років. 1905 року закінчив двокласну сільську школу. Учасник Першої світової війни.
Член РСДРП(б) з травня 1917 року. 
З жовтня 1917 року — у Червоній гвардії на Харківщині. На початку 1918 року закінчив у Москві військово-політичні курси. З осені 1918 року — у військових частинах Миколи Щорса: начальник полкової кулеметної команди, командир батальйону, помічник командира полку. З травня 1919 року — командир Богунського полку 44-ї Стрілецької дивізії РСЧА. Під час бойових дій був неодноразово поранений. 1920 року був нагороджений орденом Червоного Прапора. Того ж року за станом здоров'я був демобілізований.
Протягом 1920–30-х років займав ряд посад у радянських органах, був слухачем Промислової академії в Москві. 
У 1937 (затв. у травні 1938) — серпні 1938 року — уповноважений Народного комісаріату заготівель СРСР при Раді народних комісарів Української РСР.
1938 року обраний депутатом Верховної Ради УРСР 1-го скликання по Балтській виборчій окрузі № 64 Молдавської Автономної РСР.
31 серпня 1938 року був звільнений з посади уповноваженого Народного комісаріату заготівель СРСР при РНК Української РСР «у зв'язку з хворобою».
Помер 7 січня 1939 року в Києві після тривалої хвороби.